# Сценарий
Сценарий (на италиански: scenario, scena – сцена) е текстуалната част от драматично произведение, било то филмово (най-честата употреба, също „филмова книга“), телевизионно, радио- или театрално (пиеса): репликите на героите, планът-описание на техните действия и ремарките на автора (пояснения за начина на протичане на действието).
Този, който оформя литературния сценарий е драматургът. Всяка сцена е разбита на място, време, действия. Той съдържа подробно описание за това, което ще се случи, къде и какво ще е то.
В по-широк смисъл „сценарий“ се ползва и за събития, които изискват по-специфична организация (раздавания на награди, сборни концерти, дори сватби и светски събития).

## Известни сценаристи

### В България
- Георги Мишев
- Георги Данаилов
- Валери Петров
- Станислав Стратиев
- Свобода Бъчварова
- Братя Мормареви
- Чавдар Шинов

### В чужбина
- Жан-Клод Кариер
- Пол Шрейдър
- Чарли Кауфман
- Люк Бесон